# Désenchantée (série télévisée d'animation)
Pour les articles homonymes, voir Désenchantée (homonymie).
Production
Diffusion
Désenchantée (Disenchantment au Québec et en version originale) est une série télévisée d'animation comique américaine en cinquante épisodes d'environ 29 minutes créée par Matt Groening et diffusée entre le 17 août 2018 et le 1er septembre 2023 sur Netflix.
Il s'agit de la première production de Matt Groening pour Netflix. Il a auparavant créé les séries Les Simpson et Futurama pour la 20th Century Fox Television.

## Synopsis

### Partie 1
Dans la première partie, la princesse Bean du royaume de Dreamland est promise à un mariage arrangé avec le prince Guysbert de Bentwood. Pendant ce temps, dans un royaume appelé Elfwood, des elfes vivent dans la joie et la bonne humeur tout en fabriquant des bonbons, et utilisent des animaux pour les livrer. Seul un elfe nommé Elfo est malheureux de cette vie et condamné à être pendu.
Bean rencontre un démon nommé Luci qui est envoyé par deux mages sombres, ces derniers souhaitant faire basculer Bean dans le Mal. Contre toute attente, le démon se prend d'amitié pour elle.
De retour à Elfwood, les elfes attendent toujours la mort d'Elfo, mais leur roi se souvient que les elfes ne peuvent pas mourir par pendaison ; il envoie donc un chevalier le poignarder. Elfo s'enfuit et, malgré la crainte de succomber en traversant la frontière entre les mondes, il marche vers Dreamland.
Durant la cérémonie de mariage, le promis de la princesse Bean décède. Les monarques des deux royaumes choisissent simplement comme nouveau marié Merkimer, le frère cadet de Guysbert.
Elfo se rend au mariage et est rapidement poursuivi par les villageois qui ont reçu l'ordre de le capturer, mais celui-ci s'échappe avec Luci et Bean. Les trois héros sont capturés par Merkimer, qui fait croire à un "sauvetage". Après de multiples tentatives pour trouver un moyen de se débarrasser de son futur mari, Bean est forcée de faire face à son destin. Heureusement pour elle, le mariage est reporté car Merkimer boit une potion faite à partir du sang d'Elfo, et est transformé en cochon.
Après deux mariages ratés, Bean et ses amis vivent des aventures diverses et variées. Le roi Zøg tente dans l'épisode 6 de reconstruire sa relation avec sa fille. Dans le même temps, il cherche l'élixir de vie qui confèrerait l'immortalité. Ainsi, dans l'épisode 8, il envoie sa fille en mission afin d'obtenir une fiole magique connue sous le nom de "Pendentif d’Éternité", qui peut exploiter le sang des elfes pour fabriquer l'élixir. Les héros parviennent à la cité perdue de Cremorrah, un royaume basé sur l'Égypte ancienne. Ils récupèrent le Pendentif d’Éternité dans la bouche d'un roi mort depuis longtemps.
Bean, Elfo et Luci retournent triomphalement au royaume de Dreamland pour découvrir que l'élixir doit être fabriqué avec du sang "pur des elfes", or le sang d'Elfo est impur car il n'est que demi-elfe. Choqué par cette révélation, le roi Zøg chasse Elfo de Dreamland. Bean et Luci accompagnent Elfo dans son voyage de retour à Elfwood. Elfo interroge alors son père pour savoir ce qu'il est vraiment. Alors qu'il est sur le point de découvrir qui est sa mère, les chevaliers de Dreamland attaquent Elfwood sous les ordres de Zøg. Les amis parviennent à repousser les chevaliers et à sceller l'entrée du royaume des elfes, mais Elfo est mortellement blessé par une flèche et meurt.
Bean est furieuse contre son père. Attristé par la mort d'Elfo, le roi Zøg révèle à sa fille que l'élixir n'était pas pour lui, mais pour sa femme et la mère de Bean, Dagmar, qui a été transformée en pierre il y a 15 ans. Désemparée par cette révélation, Bean retrouve une goutte de sang de pur elfe sur un mouchoir qu'elle avait utilisé pour en aider un durant la bataille. Le cœur lourd, elle choisit de ressusciter sa mère plutôt qu'Elfo.
Le royaume célèbre la résurrection de Dagmar. Aux funérailles d'Elfo, un conflit entre Dagmar et la seconde épouse du roi, Oona, envoie le cadavre de l'elfe dans l'océan. Peu après, Oona disparaît. Bean commence à trouver des gens transformés en pierre et en alerte le conseil royal. La famille se sépare, Dagmar cachant Bean dans une tour secrète. Luci s'aperçoit que l'antique boule de cristal a la capacité d'enregistrer des scènes d'événements passés et découvre la terrible vérité. Luci révèle à Zøg que Dagmar a essayé de l'empoisonner il y a des années. Dagmar libère une plus grande quantité de poison dans tout Dreamland, transformant presque tout le monde en pierre. Luci est capturé par un personnage invisible (allié de Dagmar). Au même moment, Dagmar et Bean s'échappent sur un bateau avec des créatures.
Tout à la fin, le cadavre d'Elfo s'échoue sur un rivage et est récupéré par de mystérieux personnages.

### Partie 2
Dans cette deuxième partie, on retrouve Bean et Dagmar sur le bateau. Oona parvient à monter à bord pour prévenir Bean, mais elle est neutralisée par Dagmar. Ejectée, Oona s'empare tout de même du Pendentif d’Éternité et sombre avec lui.
Bean et Dagmar rejoignent l'Enchanteresse (Becky) et Cloyd, qui sont les frère et sœur de Dagmar ; Jerry, leur serviteur, est leur jeune frère. La princesse se méfie de Becky et de Cloyd et, avec l'aide de Jerry, découvre un sinistre complot. Elle comprend enfin que c'est Dagmar qui a transformé le royaume en pierre et qu'elle-même a vu le jour dans le seul but d'accomplir une prophétie satanique. Bean retrouve Luci dans le sous-sol et tous deux s'échappent. Ils découvrent qu'Elfo est au Paradis et lui demandent de se rendre en Enfer pour qu'ils puissent le rejoindre. Luci ouvre un escalier vers l'Enfer et, tandis que Bean et lui commencent leur descente, Dagmar est mise hors d'état de nuire par Jerry.
Pendant ce temps, les Bozaks arrivent à Dreamland, pillent le château et kidnappent Merkimer, qui est toujours sous forme de cochon. Zøg retrouve son courage et sa force pour affronter les Bozaks. En Enfer, Bean et Luci fouillent les archives afin de savoir où Elfo est torturé. Luci déclare à Asmodium, son supérieur, qu'il a piégé Bean et Elfo pour qu'ils viennent en enfer, et Asmodium le récompense en lui accordant une promotion. Bean et Elfo finissent par être torturés ensemble, regardant en boucle le moment où Bean a choisi de ranimer sa mère au lieu d'Elfo. Elfo est furieux contre Bean ; au milieu des insultes, Luci débarque et, grâce à ses ailes puis à ses nouveaux pouvoirs reçus en promotion, leur permet de s'échapper des enfers. Dans la fuite, Luci perd ses ailes.
L'intervention d'un capitaine pirate elfe (Leavo) aide le royaume de Dreamland, dont tous les citoyens revivent grâce au sang des elfes. Après cette péripétie, Zøg et Oona divorcent en bons termes et Oona devient une nouvelle capitaine pirate.
Bean rêve sans cesse que Dagmar lui rend visite et joue avec une boîte à musique posée sur son étagère. Furieuse, elle casse et jette sa propre boîte. De son côté, Zøg est triste de sa vie amoureuse et décide de partir à la chasse, pendant laquelle il rencontre Ursula, une selkie qui se transforme d'ours en humaine. Il se lie d'amitié avec elle. Lorsqu'Ursula désire retourner dans la forêt, Zøg garde son manteau d'ours, mais voyant qu'elle est malheureuse, il le lui rend. Plus tard, Bean se réveille et découvre une boîte à musique neuve.
S'ensuivent plusieurs péripéties autour des elfes. Derek, le demi-frère de Bean, se fait un ami : une petite pieuvre cyclope qu'il prénomme Slimy. Après quatre jours néanmoins, Slimy a tellement grossi qu'elle commence à tuer des habitants et à menacer Derek. Bean et Elfo parviennent à sauver le demi-frère, et ce dernier s'étonne de ce geste, car il avait toujours pensé que Bean le détestait.
Bean continue de faire des cauchemars à propos de Dagmar. Elle apprend par Zøg que si le royaume s'appelle Dreamland, c'est parce que le château contient de mystérieux pouvoirs qui affectent les rêves et les cauchemars, que Bean surmonte en faisant un récit oral de sa vie dans un café. Bean et le roi, son père, finissent par accepter la trahison de Dagmar, avant de rentrer ensemble.
Après une rencontre avec Skybert Gunderson et son dragon mécanique, Bean explore le Steamland avec lui avant d'apprendre que celui-ci et ses collègues ont prévu de renverser Zøg. Bean s'enfuit en volant Skybert, retourne à Dreamland et alors qu'on veut lui arracher le "sifflet de dragon" (qui est en réalité un pistolet), Bean tire et abat malencontreusement Zøg.
Alors que Zøg est emmené pour être (mal)soigné, Bean est accusée d'assassinat et Derek est couronné, avec Odval pour régent. Après un procès où Luci joue l'avocat de Bean, Stan le Bourreau libère Bean, Elfo et Luci de la prison et le trio se rend au chevet du roi. Ils sont capturés et prêts à être brûlés sur le bûcher. Derek ne peut s'y résoudre, alors Odval le fait à sa place. Les trois héros échappent à leur sort et se retrouvent dans une catacombe. Ils sont retrouvés par des créatures vivant dans les souterrains, appelées Trøgs, et par Dagmar qui a avec elle la boîte à musique de Bean.

## Distribution

### Voix originales
- Abbi Jacobson : la princesse Bean
- Nat Faxon : Elfo
- Eric André : Luci et Pendergast
- John DiMaggio : le roi Zøg
- Billy West : Sorcerio, Omer (Mertz en VO) et Pops le père d'Elfo
- Maurice LaMarche : Odval et Leavo
- Tress MacNeille : la reine Oona
- David Herman : Héraut
- Matt Berry : le prince Merkimer
- Sharon Horgan : la reine Dagmar
- Jeny Batten (en) : Kissy l'elfe
- Rich Fulcher : Dalor (Turbish en VO)
- Noel Fielding : Stan le bourreau
- Meredith Hagner (en) : Mora la sirène
- Lucy Montgomery : Bunty et L'Enchentresse

### Voix françaises
- Laetitia Coryn : la princesse Bean
- Thierry Wermuth : Elfo et Cloyd
- Christophe Lemoine : Luci, Fugo, Jerry, Germain Baladeuses
- Michel Vigné : le roi Zøg, Pendergast, Chazz et Dieu
- Barbara Beretta : Bunty, la reine Dagmar, Archidruidesse, Kissy l'elfe et la Fée
- Michel Mella : Sorcerio, Superviso, Dalor et Stan le bourreau
- Pierre-François Pistorio : le prince Merkimer, Odval, Héraut, Omer et le roi Elfe
- Stéphanie Lafforgue : la reine Oona, Enchanteresse et Tess
- Emmanuel Garijo : Sven
- William Coryn : voix additionnelles
- Antoine Schoumsky : voix additionnelles (saison 1, partie 2)

Version française
Société de doublage : Deluxe Media Paris
Direction artistique : William Coryn
Adaptation version française : Laetita Coryn, Marc Bacon, Michel Mella
 Source et légende : version française (VF) sur RS Doublage

## Personnages

Art urbain représentant le personnage de Luci sur la place de la Victoire, à Clermont-Ferrand.

Princesse Tiabeanie Mariabeanie de la Rochambeau Drunkowitz, dite Bean : princesse de Dreamland aux incisives proéminentes, fille du roi Zøg et de la reine Dagmar qui a tragiquement disparu il y a 15 ans, Bean est tout sauf une princesse ordinaire. Elle aime s'amuser, sortir, boire beaucoup et a même des tendances à l'exhibitionnisme. Détestant sa vie ennuyeuse au château de son père, dépressive depuis la perte de sa mère et refusant de se marier pour des raisons d'alliances entre royaumes, elle sort souvent dans les tavernes pour boire de la bière et parier sa couronne aux jeux de cartes. Cependant, son rêve le plus cher serait de vivre de grandes aventures. Son vœu s'exauce dès lors qu'elle fait la rencontre de Luci, son démon personnel qu'elle tient pour un ami et qui la pousse au vice, et d'Elfo, un petit elfe qu'elle apprécie énormément pour avoir gâché malencontreusement son mariage. Les relations entre Bean et son père, le roi Zøg, sont ambiguës. Bien qu'ils s'insupportent parfois (Zøg la décrivant comme un « boulet prognathe fourbe et dégénéré »), les deux personnages s'apprécient en fait beaucoup et on se rend compte qu'il y a surtout des malentendus entre eux. Elle se montre souvent gentille avec les autres, malgré son fort caractère. Au combat, Bean montre des capacités physiques assez étendues, sachant se battre à l'épée et faire des acrobaties. Par ailleurs, Bean sait se montrer rusée et vive d'esprit dans des situations difficiles.
Luci : démon personnel envoyé par de mystérieux conspirateurs de l'ombre, il ne semble pas du tout au courant de leurs plans. Mais ce petit démon (que tout le monde prend pour un chaton) qui a été offert mystérieusement à Bean ne se cache pas d'une chose : il est là pour faire faire à la princesse tout ce que la morale interdirait de faire. Luci est donc un compagnon menant souvent aux ennuis, faisant boire Bean plus que de raison, et menant l'équipe dans des situations incongrues. Malgré cela, il se montre également souvent d'une grande aide, possédant quelques pouvoirs mineurs qui peuvent sortir ses amis d'un mauvais pas. Élevé selon ses propres termes par « une bande d'alcooliques notoires », il est un grand buveur d'alcool et un consommateur régulier de drogues, fumant souvent des joints. Appréciant sortir des répliques cinglantes et cyniques à tout le monde, Luci est également un hédoniste, voulant profiter de la vie le plus possible et voulant entraîner ses amis dans cette voie. S'il semble apprécier Bean dès le début, il se montre parfois plus cruel avec Elfo bien qu'il l'apprécie sans lui avouer (jusqu'à une tragédie au cours de la série). Finalement, malgré tous ses mauvais penchants, Luci est un fidèle compagnon, toujours prêt à rire et à donner un coup de main. Surtout pour les mauvais coups.
Elfo : au départ Elfe vivant avec ses compatriotes dans le royaume parallèle d'Elfwood, Elfo est maintenant un ermite. Rejetant sa prédestination et désirant quitter son monde trop parfait pour avoir un aperçu de la tristesse et du malheur du monde et pour chercher un sens à son existence, il s'exclut de lui-même du royaume des Elfes et commence à explorer le monde, préférant une belle mort à une sale vie. C'est lui qui, arrivant de manière impromptue au mariage arrangé entre Bean et Merkimer, permet à cette dernière de s'échapper de cette situation, car tous les invités voulait le capturer pour le compte du roi Zög. Grâce à ce fait d'arme, Elfo est vraiment très apprécié par Bean, qui le tient pour son meilleur ami, voire plus. Enjoué, naturellement gentil, naïf mais parfois vif d'esprit, piquant dans ses répliques (surtout avec Luci) et prêt à la bagarre quand ses amis sont mal en point, Elfo peut se montrer parfois timoré dans l'action, mais toujours courageux au combat. Il entretient une relation ambiguë avec Bean, n'osant révéler ses sentiments amoureux pour elle. Avec Luci, Elfo peut avoir des mots, voire se battre, mais il l'apprécie grandement et c'est réciproque. Si Elfo est autorisé à rester au château de Dreamland, c'est grâce à son sang : il aurait des vertus magiques qui pourraient permettre au roi Zög de devenir immortel. Mais au cours de la série, Elfo découvre un troublant secret concernant ses origines, ce qui pourrait expliquer son mal-être au sein du royaume des Elfes.
Le roi Zøg : souverain de Dreamland, le roi Zög est un homme gros, assez cruel et raillé par son peuple, ses conseillers et sa propre fille. D'une intelligence pour le moins limitée et piquant parfois des crises de colère qui l'amènent à se débarrasser de tous ceux qui l'ennuient ou le déçoivent, Zøg paraît au départ ne pas faire grand cas de sa fille Bean et semble n'être intéressé que par l'alliance royale que le mariage de cette dernière lui assure. En réalité, le roi est un homme brisé et mélancolique depuis la perte de sa première femme, la reine Dagmar, mère de Bean. D'abord musclé, fringant et bon roi, il sombra peu à peu dans la dépression après ce drame, ce qui explique son comportement actuel. D'apparence bourrue et outré par les exactions de Bean, il ne peut néanmoins pas lui cacher son affection (la surnommant affectueusement « choubinette ») ni le fait qu'il est souvent fier d'elle. Il est remarié à la reine Oona, dans le cadre d'une alliance avec le royaume marécageux de Dankmir, et a également un fils de cette dernière du nom de Derek. Son but est de posséder l'élixir de vie, avec l'aide du sang d'Elfo, pour devenir immortel. Mais Zøg cache ses véritables intentions.

## Fiche technique
Sauf indication contraire, les informations mentionnées dans cette section peuvent être confirmées par la base de données cinématographiques IMDb,  présente dans la section « Liens externes ».
- Titre original : Disenchantment
- Titre français : Désenchantée
- Créateur : Matt Groening
- Réalisation : Matt Groening
- Musique : Mark Mothersbaugh
- Production : Lee Supercinski, Patric M. Verrone, Matt Groening, Reid Harrison et Josh Weinstein
- Scénario : Matt Groening, Josh Weinstein, David X. Cohen, Rich Fulcher, Reid Harrison, Jeff Rowe, Éric Horsted, Patric Verrone, Shion Takeuchi, Bill Oakley,
- Société de Production : The Curiosity Company, Rough Draft Studios et The ULULU Company
- Société de distribution : Netflix
- Pays d'origine :  États-Unis
- Langue originale : anglais
- Format : HD-4K
- Durée : 19 à 36 minutes
- Date de diffusion : 17 août 2018
- Classification : Adulte
  -  France : déconseillé aux moins de 12 ans/16 ans
  -  États-Unis : déconseillé aux moins de 14 ans/18 ans
  -  Inde : déconseillé aux moins de 18 ans
  -  Indonésie : déconseillé aux moins de 16 ans
  -  Pologne : déconseillé aux moins 12 ans
  -  Portugal : déconseillé aux moins de 12 ans
  -  Russie : déconseillé aux moins de 18 ans
  -  Singapour : déconseillé aux moins de 13 ans/16 ans
  -  Corée du Sud : déconseillé aux moins 15 ans
  -  Espagne : déconseillé aux moins de 13 ans
  -  Émirats arabes unis : déconseillé aux moins 16 ans
  -  Turquie : déconseillé aux moins de 16 ans
  -  Royaume-Uni : déconseillé aux moins de 10 ans/12 ans

## Épisodes
Chaque saison est composée de deux parties de dix épisodes, (sauf la dernière saison composée de seulement dix épisodes).

### Saison 1
La première partie est mise en ligne sur Netflix le 17 août 2018 et la deuxième partie le 20 septembre 2019.
1. Une princesse, un elfe et un démon entrent dans un bar… (A Princess, an Elf, and a Demon Walk Into a Bar)
2. Pour qui grogne le cochon (For Whom the Pig Oinks)
3. La Princesse des ténèbres (The Princess of Darkness)
4. Massacre au château (Castle Party Massacre)
5. Permis de tous les occire (Faster, Princess! Kill! Kill!)
6. Ambassadrice d'un tas de fange (Swamp and Circumstance)
7. La Tendre Fureur de l'amour (Love's Tender Rampage)
8. Les Limites de l'immortalité (The Limits of Immortality)
9. In Elfo Veritas (To Thine Own Elf Be True)
10. La Chute de Dreamland (Dreamland Falls)
11. La Désenchanteresse (The Disenchantress)
12. La Descente aux enfers (Stairway to Hell)
13. Le Rêve (The Very Thing)
14. Le cœur solitaire est un chasseur (The Lonely Heart Is a Hunter)
15. Nos corps, nos elfes (Our Bodies, Our Elves)
16. L'Arnaque Dreamland (The Dreamland Job)
17. L'Étreinte gluante de l'amour (Love's Slimy Embrace)
18. La Première Jeune Première (In Her Own Write)
19. La Princesse électrique (The Electric Princess)
20. La Chute de Tiabeanie (Tiabeanie Falls)

### Saison 2
La troisième partie est mise en ligne le 15 janvier 2021 et la quatrième partie le 9 février 2022.
1. Le Blues du mal du pays souterrain (Subterranean Homesick Blues)
2. Toi, tu es Bean (You're the Bean)
3. Choubeanette enquête (Beanie Get Your Gun)
4. Steamland Confidential (Steamland Confidential)
5. Quel Cirque… (Freak Out!)
6. Le Grand Plongeon (Last Splash)
7. Sacré Coup de lune (Bad Moon Rising)
8. Copains comme cochons (Hey, Pig Spender)
9. La Folie du roi Zøg (The Madness of King Zøg)
10. La Descente de Bean (Bean Falls Down)
11. Un Amour d'Enfer (Love Is Hell)
12. Le Bon, la Brute et le Popotin (The Good, The Bad, and the Bum-Bum)
13. Le Cabinet du Docteur Chazzzzz (The Cabinet of Dr. Chazzzzz)
14. Monstre qui peut (Goon Baby Goon)
15. Petits pied, mais grandes gueules (The Pitter-Patter of Little Feet)
16. Encore un petit ver ? (What to Expect When You're Expecting Parasites)
17. Excalibean (The Unbearable Lightning of Bean)
18. L'elfpion qui échouait (Spy Vs. Spy Vs. Spy)
19. Par ici la potion ! (The Goo-Bye Girl)
20. Bean dans tous ses états (Bean Falls Apart)

### Saison 3
La dernière partie de la série est mise en ligne le 1er septembre 2023.
1. La tête et les jambes (Heads or Tails)
2. Un poisson hors de l'eau (Fish Out of Water)
3. Electric Ladyland (Electric Ladyland)
4. Frappez, et on ne vous ouvrira pas (I Hear Your Noggin, But You Can't Come In)
5. Qui a tiré sur Elfo ? (Who Shot Elfo?)
6. Fais ta foudre toi-même (The Stience of Homemade Lightning)
7. Électrochocs (Gimme Gimme Shock Treatment)
8. Quand le ciel pleure (The Battle of Falling Water)
9. Extinction des feux (Darkness Falls)
10. Adieu Bean ! (Goodbye Bean)

## Production
En janvier 2016, il est annoncé que Matt Groening, créateur des Simpson et Futurama, va collaborer avec Netflix pour une nouvelle série d'animation utilisant la même « marque de fabrique » que les deux précédentes. L'animation est assurée par Rough Draft Studios, qui avait travaillé sur Futurama. Une première saison de dix épisodes est alors annoncée pour 2018. John DiMaggio, qui doublait notamment Bender dans Futurama, décrit la série comme « la progéniture des Simpson et Game of Thrones ».
La première bande-annonce est dévoilée en juillet 2018 au San Diego Comic-Con.
Le 1er août 2023, Netflix annonce que la série se terminera avec la sortie de la cinquième et dernière partie de 10 épisodes.

## Réception
| Partie | Partie | Critique               | Critique              |
| Partie | Partie | Rotten Tomatoes        | Metacritic            |
| ------ | ------ | ---------------------- | --------------------- |
|        | 1      | 6,12/10 (87 critiques) | 56/100 (28 critiques) |
|        | 2      | 6,6/10 (15 critiques)  | __/100 (2 critiques)  |